# Enelio Franzoni
Enelio Franzoni (San Giorgio di Piano, 19 luglio 1913 – Bologna, 5 marzo 2007) è stato un presbitero e militare italiano, degli alpini, medaglia d'oro al valor militare.

## Biografia
Ordinato sacerdote il 28 marzo 1936, nel 1941 partì per la Russia, al seguito del CSIR come cappellano militare in servizio presso il 79º Reggimento Fanteria della Divisione Pasubio. Il 16 dicembre 1942, nonostante l'ordine di ritirata, restò per assistere i feriti intrasportabili e fu fatto prigioniero.
Dopo aver rifiutato per ben due volte il rimpatrio per continuare la sua opera di assistenza spirituale e materiale ai compagni di prigionia,  nel 1946 fu rilasciato assieme agli ultimi reduci. Una volta rimpatriato, continuò l'attività pastorale come parroco, dapprima a Crevalcore (1952-1967), poi presso la Parrocchia Urbana di Santa Maria delle Grazie (fino al 1988).
È stato decorato con medaglia d'oro, come don Mazzoni, don Oberto e don Brevi, quest'ultimo tornato come lui in patria alla fine della guerra. Gli altri fanno parte dei cinquantadue cappellani caduti in Russia, diciannove dei quali morti nei lager.

## Onorificenze

### Riconoscimenti
- Tenente cappellano militare nella Divisione "Pasubio"
- Cittadino onorario di Crevalcore[4]